# Prilokain
Prilokain (engelska: Prilocaine) är ett lokalbedövningsmedel som härletts av aminosyror. 
I sin injicerbara form används prilokain ofta som tandläkarbedövning. Det kombineras också ofta med lidokain för ett effektivare resultat vid bedövning av hud och för behandling av tillstånd som parestesi. Eftersom prilokain har låg hjärttoxicitet, används det ofta även för intravenös regional anestesi (IVRA). Prilokain bör undvikas av patienter som lider av anemi eller symptomatisk hypoxi.
Det framställdes först av Claes Tegner och Nils Löfgren.